# Hamad Hassan
Hamad Hassan (arabisch حمد حسن, DMG Ḥamad Ḥasan; * 1969 in Baalbek) ist ein libanesischer Hochschullehrer und Kommunalpolitiker. Von Januar bis August 2020 war er Gesundheitsminister im Kabinett Diab.

## Leben und Wirken
Hamad Hassan studierte Medizin an der Moskauer Medizinakademie. Er war Leiter des Fachbereichs Laborwissenschaft an der medizinischen Fakultät der libanesischen Universität. Er ist auch Präsident des Gemeindebundes von Baalbek und war 2013–16 Präsident des Gemeinderates der Stadt.
Am 21. Januar 2020 wurde Hamad Hassan, als Vertreter der schiitischen Bevölkerungsgruppe und auf Vorschlag der Hisbollah, zum Gesundheitsminister im Kabinett von Hassan Diab ernannt.
Nach dem Rücktritt von Hassan Diab als Ministerpräsident am 10. August 2020 blieb der Minister bis zur Bildung eines neuen Kabinetts geschäftsführend im Amt.